# Echigo Tokimeki Railway
Pour les articles homonymes, voir ETR.
La Echigo Tokimeki Railway Company (えちごトキめき鉄道株式会社, Echigo Tokimeki Tetsudō Kabushiki-gaisha), parfois abrégée en ETR, est une compagnie de transport de passagers qui exploite deux lignes ferroviaires au sud de la préfecture de Niigata au Japon. Son siège social se trouve à Jōetsu. La Préfecture de Niigata est le principal actionnaire.

## Histoire
La compagnie a été fondée le 22 novembre 2010. Elle prend son nom actuel le 1er juillet 2012.
Le 14 mars 2015, à l'occasion de l'ouverture de la ligne Shinkansen Hokuriku, une partie des lignes Hokuriku et Shin'Etsu sont transférées à d'autres compagnies. Echigo Tokimeki Railway récupère la section Ichiburi - Naoetsu renommée Ligne Nihonkai Hisui et la section Myōkō-Kōgen - Naoetsu renommée Ligne Myōkō Haneuma.
Le train touristique Echigo Tokomeki Resort Setsugekka commence à circuler le 23 avril 2016.

## Lignes
La compagnie possède deux lignes, toutes les deux issues du réseau JR.
| Ligne                | Nom japonais       | Terminus              | Longueur (km) | Gares | Ancienne ligne                     |
| -------------------- | ------------------ | --------------------- | ------------- | ----- | ---------------------------------- |
| Ligne Nihonkai Hisui | 日本海ひすいライン | Ichiburi - Naoetsu    | 59,3          | 12    | JR West Ligne principale Hokuriku  |
| Ligne Myōkō Haneuma  | 妙高はねうまライン | Myōkō-Kōgen - Naoetsu | 37,7          | 10    | JR East Ligne principale Shin'etsu |

## Materiel roulant
La compagnie possède trois types de train :
- à propulsion thermique
  - Série ET122 : ces trains sont basées sur la série KiHa 122 de la JR West
  - Série ET122-1000 : version modifiée de la série ET122 pour circuler sur le train touristique Echigo Tokimeki Resort Setsugekka. Ce train a remporté le Laurel Prize en 2017[2].
- à propulsion électrique
  - Série ET127 : ces trains appartenaient à l'origine à la JR East en tant que série E127

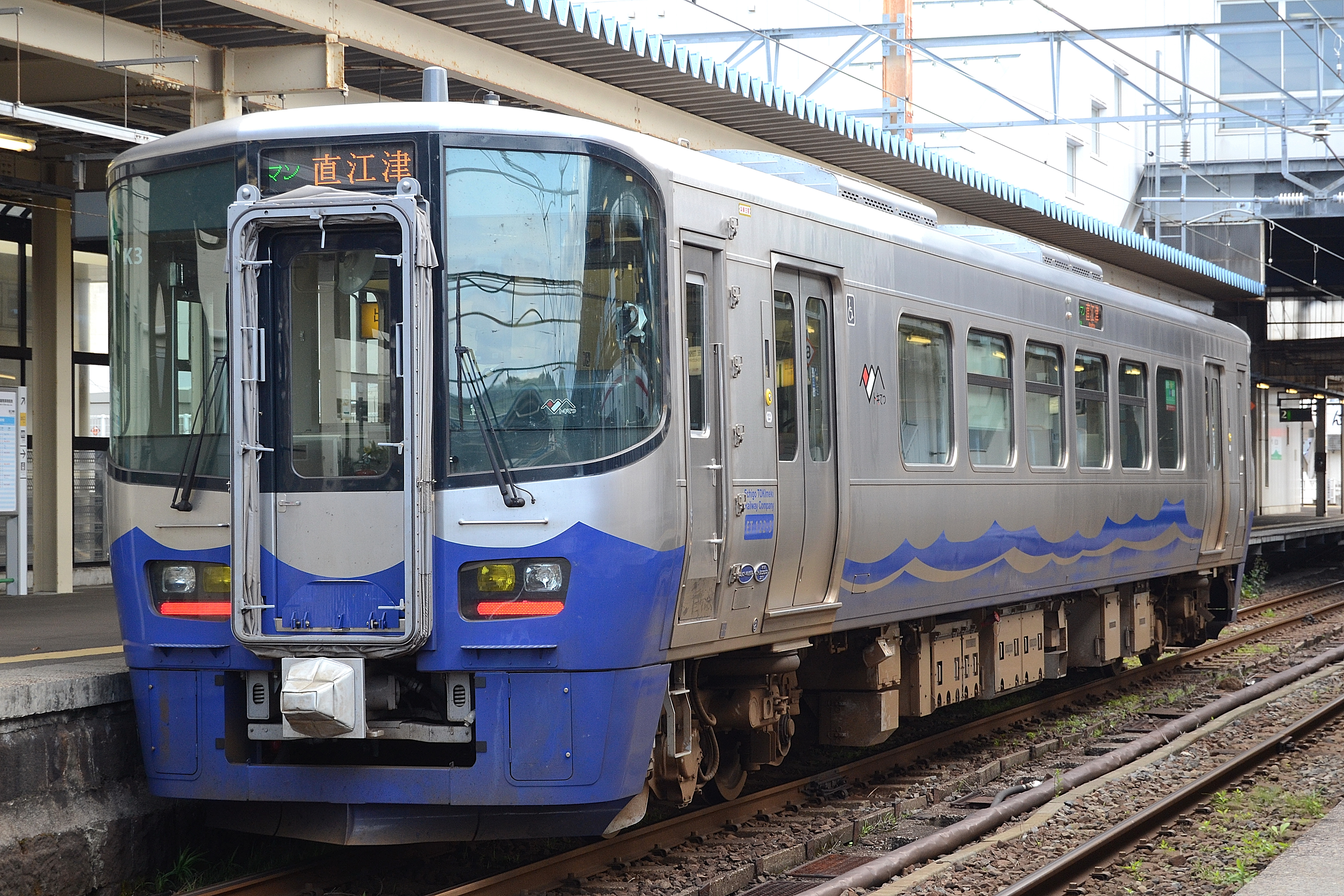
Série ET122
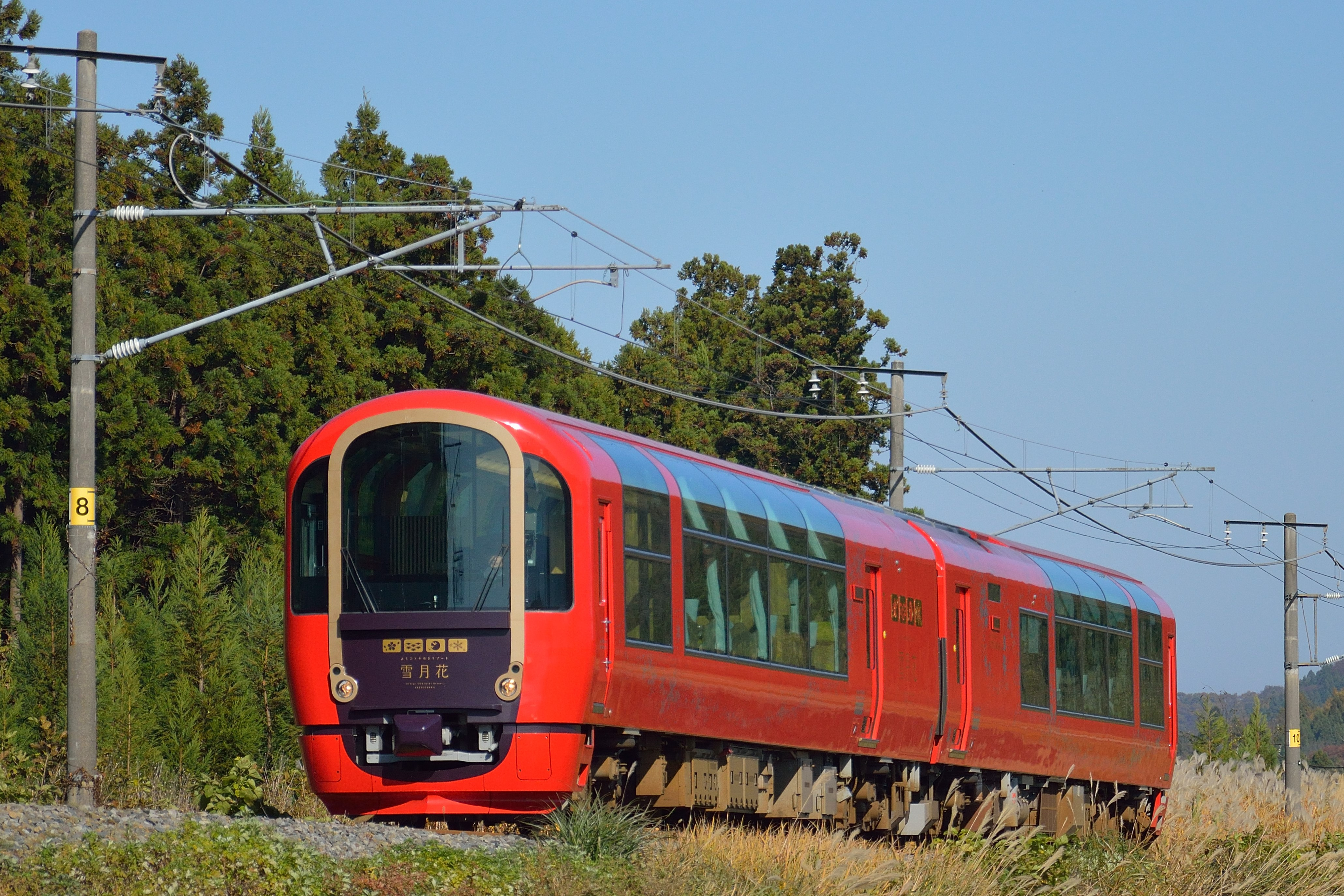
Série ET122-1000
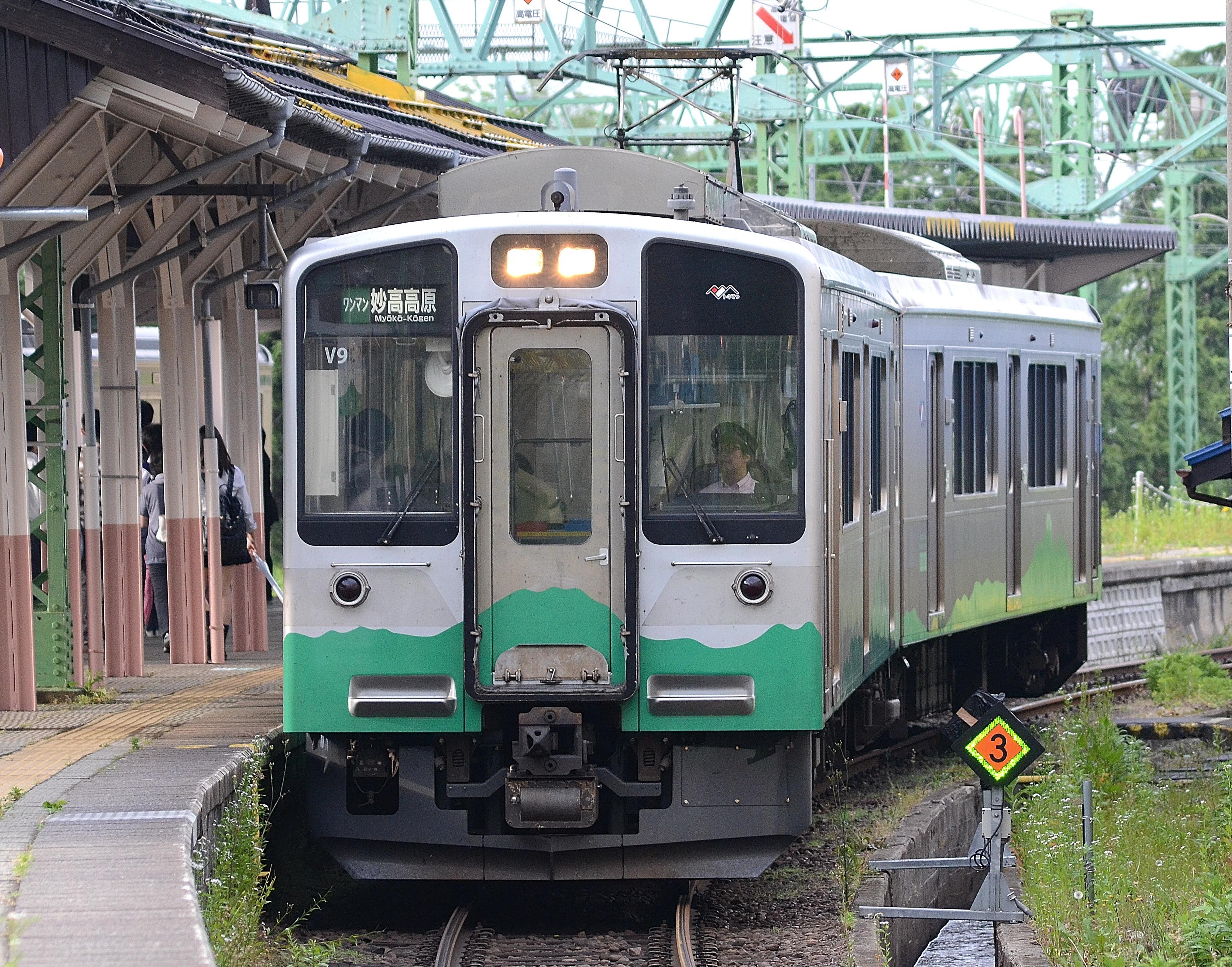
Série ET127